# Sadlno (przystanek kolejowy)
Sadlno – nieczynny przystanek gryfickiej kolei wąskotorowej w Sadlnie, w województwie zachodniopomorskim, w Polsce. Przystanek został zamknięty w 1999 roku.